# 劉臺
劉臺（1538年—1582年7月9日），又字國基，又字子畏，號畏所，江西吉安府安福縣人，明朝政治人物，隆慶辛未進士，萬曆時官監察御史。因彈劾張居正貶官。

## 生平
隆慶四年（1570年）庚午科江西乡试第四十六名举人，隆慶五年（1571年），聯捷辛未科会试第七名，二甲第四名進士，礼部觀政，授刑部浙江司主事。萬曆二年（1574年），擔任福建道監察御史，后巡按遼東，因錯誤奏報戰功而受牽連。之後擔任山東御史。萬曆四年，他上疏彈劾輔臣張居正：
|  | 臣聽說進言的官員都希望陛下能像尧、舜一样，而没有听说责备辅臣张居正要如皋陶、夔龙。這因為陛下有纳谏之明，而辅臣没有容纳的雅量。高皇帝鉴于前朝歷史教訓，不设丞相，丞相之事归于部院，权力不相统摄，而更容易完成职事。文皇帝始置内阁，参预机密事务。那时官阶不高，沒有垄断专权的迹象。二百年后，即使有专权作威作福的人，仍惴惴避开宰相之名不敢称相，因为祖先法度在此。大学士张居正却安然以宰相自居，自从高拱被赶走，专权已有三、四年了。御史因事论及此点，他必说：‘我守祖宗的法度。’我请求以祖宗之法来纠正他。 宗法進退大臣均有礼节。先皇帝临终时，张居正托词有病赶走高拱，既而又下文使王丈臣下狱。等到正论纷纷，则又给高拱去信，请不要害怕。既胁迫赶走大臣以表示威严，又送去书信沽名釣譽，只能徒然让朝廷对老臣无礼，祖宗規制蕩然無存。 |

|  | 根據祖宗前例，非開國元勳，生前不能封公，死后不能追贈王爵。成国公朱希忠，生前并未有奇功，张居正违反祖宗遗训，赠给王爵。给事中陈吾德因言獲罪被外贬，郎中陈有年与他争论过一次也被贬退，我担心公侯之家，将重加贿赂，援引此例上陈乞求，以後不會休止了。這是祖先的法制么？ 在前朝，任用内阁官吏，必须由朝廷举荐。现在张居正私自推荐任用张四维、张瀚。张四维在翰林被弹劾数次。他起初离职，是不胜任教习庶吉士之职。张四维的为人，张居正很了解，也是因为张四维善于弄权、阿谀奉承，惦记父亲老了，或有不测，二、三年间谋求官复原职，任用四维，这难道是他身后的托付么？张瀚生毫无善行，他在巡抚陕西期间，贪赃枉法；等到选拔官吏时，却唯唯诺诺如小吏，有缺官必定请命张居正，张居正所指定的人，不是自己湖北家乡的亲戚朋党，就是朋党们所举荐的；不是曾在湖北有过当官私交的，就是与他有私交朋党的人。张瀚的唯一做过的事情就是在四处收取小官们的贿赂，其他则徒有虚名。听说张居正给南京都御史赵锦写信，叫御史台不要议论内阁，这正是张居正挟制朝廷御史的事迹。這是祖先的法制么？ 在前朝，诏令有不便的地方，部属大臣还可质问内阁将其搁置不审查。今得到一严厉圣旨，张居正却称：‘这是我尽力调剂争取的结果。’得一温和圣旨，张居正又说：‘这是我尽力请求才有的结果。’由此，害怕张居正的官员胜过于害怕陛下的，感谢张居正的官员超过感谢陛下的，恩威之权任凭己意，目无朝廷。這是祖先的法制么？ 在前朝，一切政事，各地御史台上奏、部院审核、抚按执行，未有听说内阁干涉。张居正下令，抚按的考察奏章，每份准备二册，一份送内阁，一册送六科。巡按有延迟，部臣纠正。六部有隐瞒，则六科给事中予以纠正。六科隐蔽，则内阁予以纠正。部院分别治理国事、给事中驳议奏章、举荐弹劾，这是它的职责。阁臣头衔列于翰林，是顾问角色。张居正发明这个办法，是想挟制御史台，让他们拱手听令。這是祖先的法制么？ 至于巡按官员回道考察，若非官员出现大败类，一般不举报罪行，是因不想重加挫折。近来，御史俞一贯因不听所谓调度，被调到南京。于是巡按官丧气，不敢充分展示议事能力，所害怕的唯有给事中。张居正对于给事中既给他们迅速升任的好处，又以推迟考评恐吓，哪位肯舍弃便利，甘心被他倾轧，于是都死于进谏。往年，赵参鲁因劝谏被贬，还说是在外任职，余懋学因为提意见被罢官，还称是禁錮；现在傅应祯竟被充军，又因为傅的缘故，累及到徐贞明、乔巖、李祯。摧残言官，仇视正直官员，這是祖先的法制么？ 至于为了邀宠，进献白莲白燕，招致圣旨责备，则被传笑四方。为谋划田地利益，诬赖辽王，治以重罪，夺占辽王府地，现在武岡王又得罪了。为子弟谋求乡试中第，允许御史舒鳌为京堂，布政司施尧臣为巡抚。在江陵修宅，费钱十万，其形制与宫中禁地一样，派遣锦衣卫官校监督修建，乡郡的钱财都耗尽了。因厌恶黄州的学生议论此事，就借县令之手以其他理由将他们一一治罪。编修李维桢偶尔谈到他的富庶，没有多久就被贬出京城。张居正的贪婪，不在文吏而在武臣，不在内地而在边远地方。不然，辅政不久，就富裕甲全楚，有什么办法能达到呢？宫室舆马与姬妾，等同于藩王，又是如何得到的呢？ 朝廷大臣，没有不愤慨的，而不敢跟陛下讲明的，正是张居正专权擅威的结果。臣中进士，张居正为总裁。臣任部曹，张居正推荐臣为御史。臣深受张居正恩情，今天敢于攻击，是君臣的义重，就顾不得私交了。愿陛下考察臣的愚忠，抑制相权，不要让这些败类耽误国家大事，倘若能这样，我就可以死而不朽了。 |

奏疏呈上后，张居正大怒，在朝廷上自我辩护，称：“有命令，巡按不能奏报军功。去年辽东大捷，劉臺违反制度妄自上奏，按规矩应降职。我多次请求皇上告诫他，而劉臺为此心怀不满。后来傅应祯被逮捕下狱，追问他的党羽。起初不知道刘台与傅应祯为同县且很要好，实际上有所主使。于是劉臺自感惊恐，不再顾及到什么，向我泄愤怒。况且劉臺是我录取的进士，二百年来没有门生弹劾老师的，我唯一能做的事就是辞职赎罪。”
随后张居正伏地痛哭不起。万历帝走下御座用手拉他，再三劝慰。张居正一再声明自己的诺言，不肯答应执掌政事。皇上派司礼太监孙隆拿着他的亲笔诏书宣读，张居正方才起身。于是劉臺被逮捕至京师、下诏狱，廷杖一百下后贬为按察司司狱。张居正表面上疏营救，暗地将他除去官籍，降为平民。然而，张居正仍不解恨。劉臺巡按辽东时，与巡抚张学颜不合。这时，张学颜任职户部，诬陷劉臺接受贿赂，张居正嘱咐御史于应昌去巡按辽东复查一下，而命令王宗载巡抚江西，考察刘台家乡情况。于应昌、王宗载等人顺着张居正之意，将事情修改上报，劉臺于是被发配到广西。劉臺的父亲刘震龙、弟弟刘国，都受到连坐。
劉臺到潯州不久，在戍主房里饮酒，返家后即暴卒。同一天，张居正也病卒。
第二年，御史江东之为劉臺鸣冤，弹劾王宗载、于应昌。万历帝下诏恢复劉臺官职，罢王宗载、于应昌的职务，由其他部门考察询问。南京给事中冯景隆上疏指责辽东巡抚周咏与于应昌共同陷害劉臺，于应昌既已被罢免，周咏还任蓟辽总督，也应罢免。南京御史孙继先也揭发张学颜陷害劉臺之罪。当时张学颜正在得宠，因冯景隆的疏中一并弹劾了李成梁，张学颜替李成梁辩冤。遂又將其一并弹劾。皇上于是贬冯景隆为蓟州判官，孙继先为临清州判官，而对张学颜不加问罪。不久，江西巡抚曹大埜、辽东巡抚李松调查后报告王宗载、于应昌结为朋党、陷害忠良。刑部因此以诬告罪处理，奏报将王宗载等人以发配、贬为平民、降低官阶不等处理。朝廷后赠劉臺为光禄寺少卿，荫庇一子。天启初年，追谥毅思。

## 家族
曾祖劉文詔，知县。祖父劉敬夫。父劉震龍，冠帶生员。母李氏。具庆下。弟塾、瑩、璧、星、堂、笙、康。

## 延伸阅读
[在维基数据编辑]
 《明史卷二百二十九》，出自《明史》